# Anna Maria Adorni
Anna Maria Carolina Adorni (Fivizzano, 19 giugno 1805 – Parma, 7 febbraio 1893) è stata una religiosa italiana, fondatrice della congregazione delle Ancelle dell'Immacolata. È venerata come beata dalla Chiesa cattolica.

## Biografia
Anna Maria Adorni, nata a Fivizzano, rimase orfana di padre all'età di quindici anni e, assieme alla madre, si trasferì a Parma, dove sposò nel 1826 Antonio Domenico Botti, addetto alla casa ducale di Parma. Ebbero sei figli, cinque dei quali morirono in giovane età. L'unico sopravvissuto, Leopoldo, divenne successivamente monaco benedettino.
Dopo la morte del marito nel 1844, la vedova Carolina Botti, come veniva chiamata, cominciò a visitare le carcerate e ad accogliere ed educare ragazze di strada. Aderì alla sua opera un gruppo di giovani e di donne di fede che condividevano il suo stesso ideale, formando la "Pia unione delle dame visitatrici delle carceri", approvata dalla duchessa di Parma Maria Luigia. Affittarono un appartamento dove nacque l'istituto del "Buon Pastore", per accogliere le donne appena uscite dalle carceri aiutandole a reinserirsi nella società e per assistere le giovani e le bambine abbandonate. Inoltre Anna Maria Adorni il 1º maggio 1857 fondò, con altre otto compagne, la congregazione delle Ancelle dell'Immacolata, approvata definitivamente nel 1893, anno della sua morte.

## Il culto
Il 27 marzo 2010 papa Benedetto XVI ha riconosciuto un miracolo attribuito all'intercessione di madre Adorni (la guarigione dall'encefalite letargica del settantaduenne di Brugnera Giuseppe Buttignol, padre di una suora della congregazione).
È stata beatificata nel duomo di Parma il 3 ottobre 2010. La Chiesa la ricorda il 7 febbraio.